# Ibipeba
Ibipeba este un oraș în statul Bahia (BA) din Brazilia.